# Mingajny
Mingajny (deutsch Migehnen) ist ein Dorf im Powiat Lidzbarski (Kreis Heilsberg) in der polnischen Woiwodschaft Ermland-Masuren. Es ist der Verwaltungseinheit Gmina Orneta (Wormditt) zugeordnet.

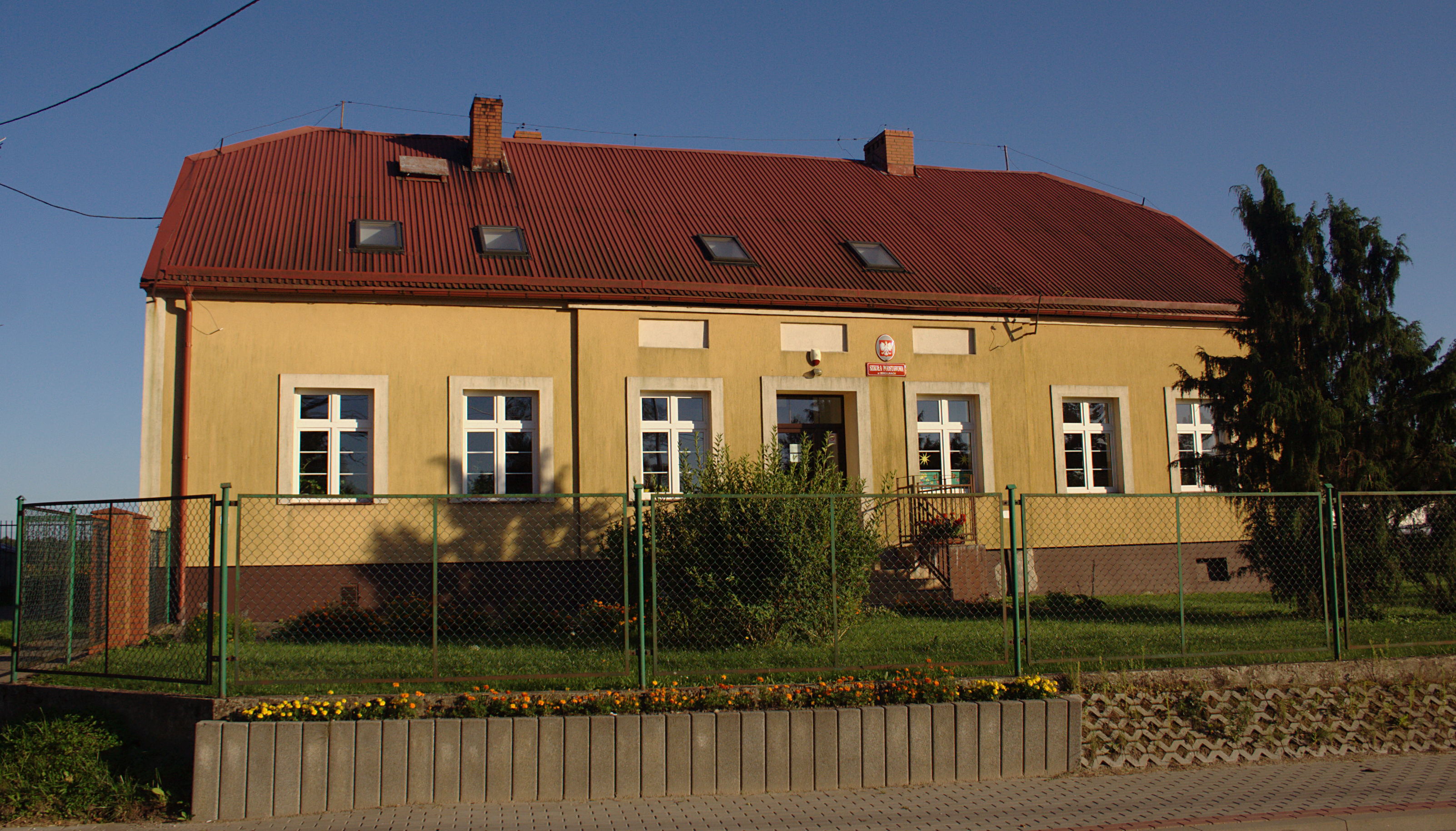
Schule in Mingajny

## Geographische Lage
Das Dorf liegt in der historischen Region Ostpreußen, in Ermland, an der rechten Seite der in die Passarge fließenden Drewenz (polnisch Drwęca Warmińska), etwa 37 Kilometer südöstlich der unweit des Frischen Haffs gelegenen Stadt Braniewo (Braunsberg) und zehn Kilometer nordöstlich der Stadt Orneta (Wormditt).

## Geschichte

Migehnen, südsüdwestlich von Königsberg und nordöstlich der Stadt Wormditt, auf einer Landkarte von 1910

### Ortsgeschichte
Das Dorf Migehnen entstand zur Zeit der Herrschaft des Deutschen Ordens im Rahmen der von Bischof Eberhard von Neisse in seinem Bistum Ermland mit Hilfe seines Bruders Arnold von Neiße durchgeführten Ansiedlungsmaßnahmen. Der Bischof persönlich hatte in Gegenwart vieler Honoratioren den Lokatoren Heinrich und Theoderich, vermutlich Söhne Arnolds, 100 zusammenhängende Hufen in dem altpreußischen Feld Mynyen zu kulmischem Recht für eine Dorfgründung zugewiesen. Nachdem das Projekt in Angriff genommen worden war, erfolgte am 4. März 1311 auf Schloss Braunsberg die feierliche Beurkundung durch das Dokument der Handfeste von Migehnen, an das außer dem Bischof und dem Domkapitel auch zahlreiche namentlich benannte Zeugen ihr Siegel anhefteten.
Im 18. Jahrhundert gehörte das Kirchdorf zum Amt Wormditt. 1785 wird es als ein königliches Dorf mit einer Kirche und 65 Feuerstellen (Haushaltungen) beschrieben.
Am 1. April 1927 hatte der Gutsbezirk Dargels (polnisch Dargiele) Flächengröße von 159 ha, 43 ar und 35 m², und am 16. Juni 1925 hatte der Gutsbezirk 31 Einwohner.
Am 30. September 1928 wurde der Gutsbezirks Dargels in die Landgemeinde Migehnen eingegliedert.
Bis 1945 gehörte das Dorf Migehnen zum Kreis Braunsberg im Regierungsbezirk Königsberg im Gau Ostpreußen des Deutschen Reichs.
Gegen Ende des Zweiten Weltkriegs wurde die Region im Januar 1945 von der Roten Armee besetzt. Nach beensigung der Kampfhandlungen wurde Migehnen zusammen mit der gesamten südlichen Hälfte Ostpreußens von der Sowjetunion besatzungsrechtlich der Volksrepublik Polen zur Verwaltung überlassen. Das Dorf erhielt die polnische Ortsbezeichnung Migajny. In der Folgezeit wurde die einheimische Bevölkerung von der polnischen Administration aus dem Kreisgebiet vertrieben.

### Demographie
| Jahr | Einwohner | Anmerkungen                                                                 |
| ---- | --------- | --------------------------------------------------------------------------- |
| 1782 | –         | königliches Bauerndorf mit einer Kirche und 65 Feuerstellen (Haushaltungen) |
| 1818 | 252       | königliches Bauerndorf                                                      |
| 1852 | 668       | [ 9 ]                                                                       |
| 1858 | 790       | davon 781 Katholiken und Neun Judn                                          |
| 1864 | 767       | am 3. Dezember                                                              |
| 1867 | 867       | am 3. Dezember                                                              |
| 1871 | 875       | davon zwei Evangelische, 869 Katholiken und vier Juden                      |
| 1885 | 988       | am 1. Dezember, davon zwei Evangelische, 981 Katholiken und fünf Juden      |
| 1910 | 905       | am 1. Dezember                                                              |
| 1933 | 930       | [ 16 ]                                                                      |
| 1939 | 890       | [ 16 ]                                                                      |

### Amtsbezirk Migehnen (1874–1945)
Am 18. Juni 1874 wurde Migehnen Amtsdorf und damit namensgebend für einen Amtsbezirk im ostpreußischen Kreis Braunsberg, Regierungsbezirk Königsberg.
| Deutscher Name | Polnischer Name | Anmerkungen                                                           |
| -------------- | --------------- | --------------------------------------------------------------------- |
| Buchwald       | Grabniak        | 1885 als Teil der Stadtgemeinde Wormditt nach Millenberg eingemeindet |
| Bürgerwalde    | Miesjka Wola    |                                                                       |
| Dargels        | Dargiele        | 1928 nach Migehnen eingemeindet                                       |
| Kaschaunen     | Kaszuny         |                                                                       |
| Migehnen       | Mingajny        |                                                                       |
| Millenberg     | Miłkowo         |                                                                       |

## Kirche

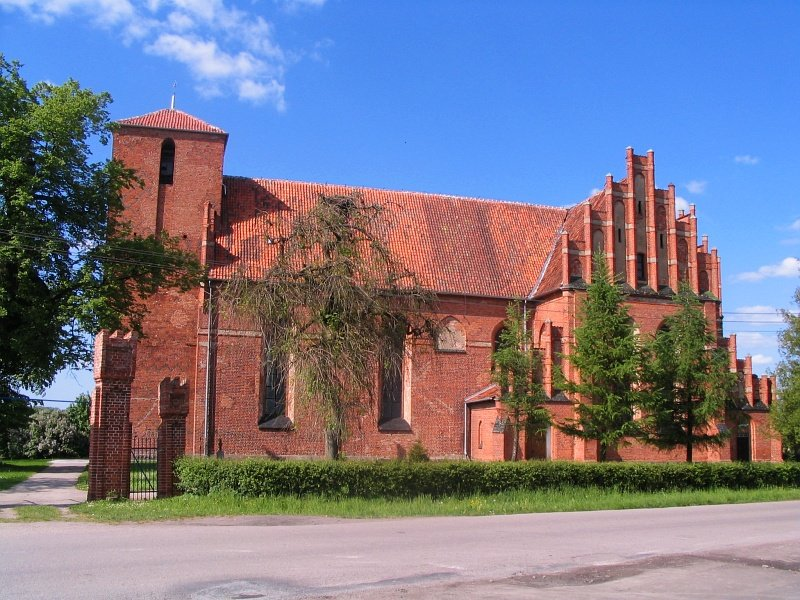
Dorfkirche St. Laurentius (2008), schon vor 1945 katholisch

Die Dorfkirche wurde am Anfang des 14. Jahrhunderts erbaut und war eine der ältesten Kirchen im Dekanat Mehlsack (polnisch Pieniężno). In der Verschreibung vom 4. März 1311 von hundert Hufen an die Lokatoren Heinrich und Theoderich werden vier Hufen zur Dotierung der Kirche bestimmt. Die Kirche wurde dem hl. Laurentius geweiht; schon 1338 wird ein Pfarrer Jakobus urkundlich erwähnt.
Der Backsteinbau mit Westturm ist etwa 33 Meter lang und 12,5 Meter breit. 1688–1698 und 1709 erfolgte eine durchgreifende Wiederherstellung, 1717 wurde der Turm repariert. In der ersten Hälfte des
17. Jahrhunderts stand Jakob Jordan der Kirche in Migehnen vor, von 1686 bis 1717 Karl Albrecht Knobloch; 1772 hieß der Pfarrer Hillmacher. Am Anfang des 20. Jahrhunderts setzte sich die Pfarrgemeinde zusammen aus den Ortschaften Migehnen, Dargels, Kaschaunen und Millenberg. Millenberg hieß im Jahr 1338 Mynnem.
Das Gebäude, das zuvor der katholischen Pfarrgemeinde Migehnen als Gotteshaus gedient hatte, wurde 1945 zugunsten der Römisch-katholischen Kirche zwangsenteignet.
Evangelische Kirchenangehörige hielten sich bis 1945 zur Kirche Wormditt in der Kirchenprovinz Ostpreußen der Kirche der Altpreußischen Union. Heute gehören sie zur Diözese Masuren der Evangelisch-Augsburgischen Kirche in Polen.